# عائلة حشاد
عائلة حشاد هي عائلة تونسية يرجع أصلها لقرية العباسية في جزيرة قرقنة، وينحدرون من الأمازيغ واليمنيين.

## الشخصيات
- فرحات حشاد (1914 - 1952): نقابي والأمين العام للاتحاد العام التونسي للشغل.
- نور الدين حشاد (1944 -): والي وسفير ووزير.
- فرح حشاد (1975 -): محامية وأستاذة وناشطة.